# Баррос Скелотто, Гильермо
Гилье́рмо Ба́ррос Скело́тто (исп. Guillermo Barros Schelotto; род. 4 мая 1973, Ла-Плата) — аргентинский футболист. Играл на позициях атакующего полузащитника, крайнего полузащитника и оттянутого форварда. Обладатель большого числа трофеев, в числе которых четыре Кубка Либертадорес, два Межконтинентальных кубка, шесть аргентинских чемпионских титулов и многие другие. Один из лучших игроков в истории «Химнасии» (Ла-Плата) и «Боки Хуниорс», за «Боку» забил 25 голов в международных матчах, что на один меньше, чем у рекордсмена клуба — Мартина Палермо, его бывшего партнёра по атаке «Боки». Один из лучших игроков MLS сезона 2008. Имеет брата-близнеца Густаво, в прошлом также футболиста, с которым они вместе играли за «Химнасию» и «Боку».

## Карьера

### Игровая
Родился в 1973 году в городе Ла-Плата. Воспитанник футбольной школы клуба «Химнасия и Эсгрима» (Ла-Плата). В основном составе «Химнасии» дебютировал в 1991 году. Отыграл за этот клуб шесть сезонов, провёл 181 матч, забил 45 голов. В 1993 году выиграл турнир в честь столетия со дня основания Аргентинской футбольной ассоциации — Кубок Столетия AFA (исп. Copa Centenario de la AFA). В первые годы пребывания Гильермо в «Химнасии» команда была середняком аргентинского футбола, но затем вышла на более высокий уровень, заняв второе место в розыгрышах Клаусуры 1995 и 1996 гг.
В 1995 году Гильермо в составе молодёжной (U-23) сборной Аргентины выиграл футбольный турнир Панамериканских игр, команда прошла турнир без поражений, а в финале победила мексиканцев по пенальти.
В сентябре 1997 года Гильермо перешёл из «Химнасии» в стан одной из лучших команд Аргентины и всей Южной Америки — «Боки Хуниорс», за которую он отыграет десять сезонов, станет любимцем болельщиков, проведёт 302 матча и забьёт 87 голов во всех турнирах. В том же году в клуб пришли его брат Густаво и будущий партнёр по атаке Мартин Палермо, все три игрока были приобретены по рекомендации Диего Марадоны, живой легенды «Боки», который доигрывал тогда свои последние дни (Диего завершил игровую карьеру в конце октября 1997 года). 14 сентября 1997 Гильермо дебютировал в основном составе в победном (2:1) матче против «Ньюэллс Олд Бойз». Гильермо довольно быстро закрепился в основном составе и вскоре стал одним из лидеров команды.
Последующие десять лет, проведённые Барросом Скелотто в «Боке», были богаты различными турнирными успехами и блестящей игрой. Сначала успех пришёл к «Боке» на внутриаргентинском уровне в виде побед в Апертуре-1998 и Клаусуре-1999. Затем, в 2000 году, команда, провалив Клаусуру (7-е место), выиграла затем Кубок Либертадорес, Межконтинентальный кубок и Апертуру, сделав своеобразный хет-трик. В 2001 году «Бока» выиграла второй подряд Кубок Либертадорес. Гильермо играл на позициях и вингера, и плеймейкера, и оттянутого форварда, в последнем случае составляя отличный атакующий дуэт с Мартином Палермо. Гильермо много забивал, а голевых передач раздавал ещё больше. В 2003 году «хет-трик» трёхлетней давности был повторён. В следующие три года (2004—2006) были выиграны два Южноамериканских кубка, две Рекопы, по одной Апертуре и Клаусуре.
Карьера в сборной Аргентины у Гильермо сложилась не слишком удачно. В 1998—2002 гг. он провёл за неё 10 матчей, голов не забивал. Участвовал в Копа Америка 1999 года, провёл все три игры на групповом этапе, во всех трёх его меняли под конец матча, а в 1/4 финала, где аргентинцы проиграли бразильцам 1:2 и вылетели, он не участвовал. Каких-либо трофеев на уровне взрослых национальных сборных Гильермо не выигрывал.
К середине 2000-х годов Гильермо постепенно сдавал позиции — годы брали своё. В 2007 году, когда его контракт с «Бокой» истекал, он решил сменить клуб и перейти туда, где мог бы иметь побольше игровой практики. 19 апреля 2007 года Баррос Скелотто объявил о подписании контракта с американским клубом «Коламбус Крю», выступающим в лиге MLS. Когда Гильермо покидал «Боку», в Кубке Либертадорес подходил к концу групповой этап, так что победа в июне над «Гремио» в финале была одержана его товарищами уже без него, тем не менее он, как заявленный на турнир, также считается обладателем Кубка Либертадорес-2007, ставшего, таким образом, его последним трофеем в составе «Боки».
5 мая 2007 года Гильермо дебютировал за «Коламбус Крю» в MLS, выйдя на замену в гостевом матче против «Канзас-Сити Уизардс», проигранном «Крю» 0:1. Опытный мастер быстро стал лидером своей новой команды и любимцем её болельщиков. Команда «Крю» провела сезон-2007 не слишком хорошо, не попав в плей-офф (6-е из 7 команд Восточной конференции и 9-е из 13-ти во всей лиге).
Сезон 2008 года оказался намного более удачным: команда уверенно выиграла как регулярный чемпионат MLS, так и плей-офф. 23 ноября 2008 года в финале плей-офф «Коламбус» обыграл «Нью-Йорк Ред Буллз» со счётом 3:1, все три мяча победителей были забиты с передач Барроса Скелотто, лидера и плеймейкера «Крю». Гильермо, проведший, несмотря на возраст, один из лучших сезонов в своей карьере, был признан самым полезным игроком (MVP) как финала, так и всего сезона в MLS.
14 января 2011 года представлен в качестве игрока клуба «Химнасия и Эсгрима».

### Тренерская
В июле 2012 года назначен главным тренером клуба «Ланус». Контракт подписан на 1 год. Сменил на этом посту Габриэля Шюррера. Покинул «Ланус» по окончании сезона 2015.
11 января 2016 года назначен главным тренером итальянского клуба «Палермо».
1 марта 2016 года назначен главным тренером «Бока Хуниорс».
2 января 2019 года назначен на пост главного тренера клуба MLS «Лос-Анджелес Гэлакси». 29 октября 2020 года отправлен в отставку.
20 октября 2021 года был назначен главным тренером сборной Парагвая.

## Личная жизнь
Жену Гильермо зовут Матильда, у них есть три сына — Максимо, Николас и Сантьяго.

## Награды и достижения

### В качестве игрока

#### Командные
Химнасия Ла-Плата
- Обладатель Кубка Столетия АФА: 1993/94

 Бока Хуниорс
- Чемпион Аргентины (6): 1998 (А), 1999 (К), 2000 (А), 2003 (А), 2005 (А), 2006 (К)
- Обладатель Кубка Либертадорес (4): 2000, 2001, 2003, 2007
- Обладатель Межконтинентального кубка (2): 2000, 2003
- Обладатель Южноамериканского кубка (2): 2004, 2005
- Обладатель Рекопы Южной Америки (2): 2005, 2006

 Коламбус Крю
- Обладатель Кубка MLS (1): 2008
- Победитель регулярного чемпионата MLS (2): 2008, 2009

 Сборная Аргентины
- Победитель Панамериканских игр (1): 1995

#### Личные
- Самый ценный игрок (MVP) MLS сезона 2008 года
- Самый ценный игрок финала плей-офф MLS сезона 2008 года

### В качестве тренера

#### Командные
Ланус
- Обладатель Южноамериканского кубка (1): 2013

 Бока Хуниорс
- Чемпион Аргентины (2): 2016/17, 2017/18